# Ангел Шурев
Ангел Шурев (Велес, 18. јун 1932 — Београд, 14. фебруар 2004) био је познати српски диригент.

## Биографија
Дипломирао је 1956. године на Музичкој академији у Београду. Од 1957. до 1960. године дириговао је у Македонији, после чега се враћа у Београд и Оперу Народног позоришта. Био је диригент Симфонијског оркестра и хора Дома ЈНА од 1966. до 1974. године, затим Београдске филхармоније, чији је био и директор од 1978. до 1982, да би се потом вратио Опери, где је остао стални гост диригент до последњих дана.
Шурев је завршио специјализацију на „Санта Ћећилији“ у Риму, три године је био стални диригент у Римској опери. Добитник је бројних признања, а Балет Народног позоришта годинама није могао да се замисли без његове диригентске палице. Балетски уметници називали су га „играјућим диригентом“. Преминуо је у Београду у 72. години живота.